# Tramway de Saint-Avold

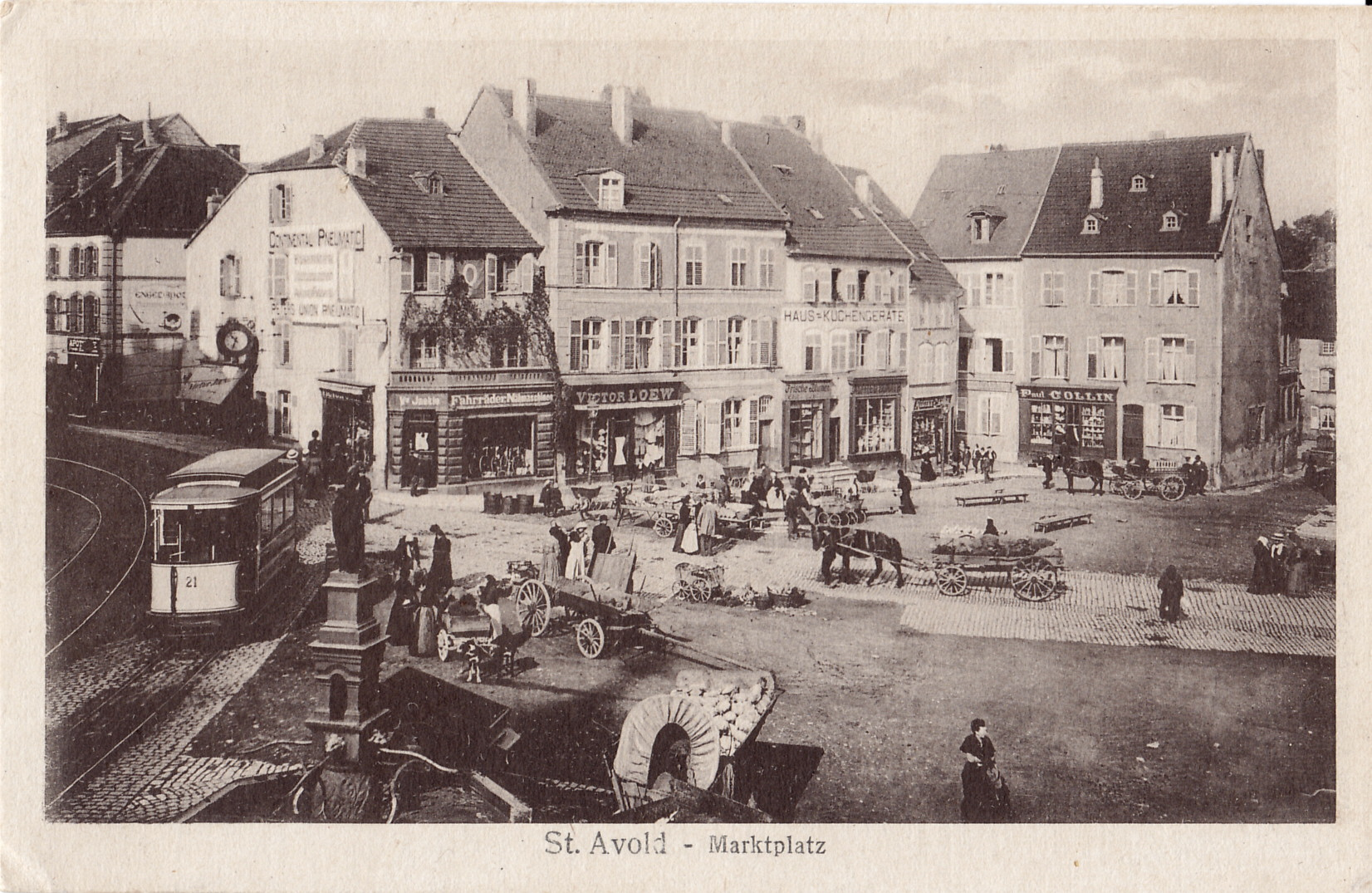
La Place du marché (place de la Victoire), avec la remorque no 21, à l'époque de l'administration allemande

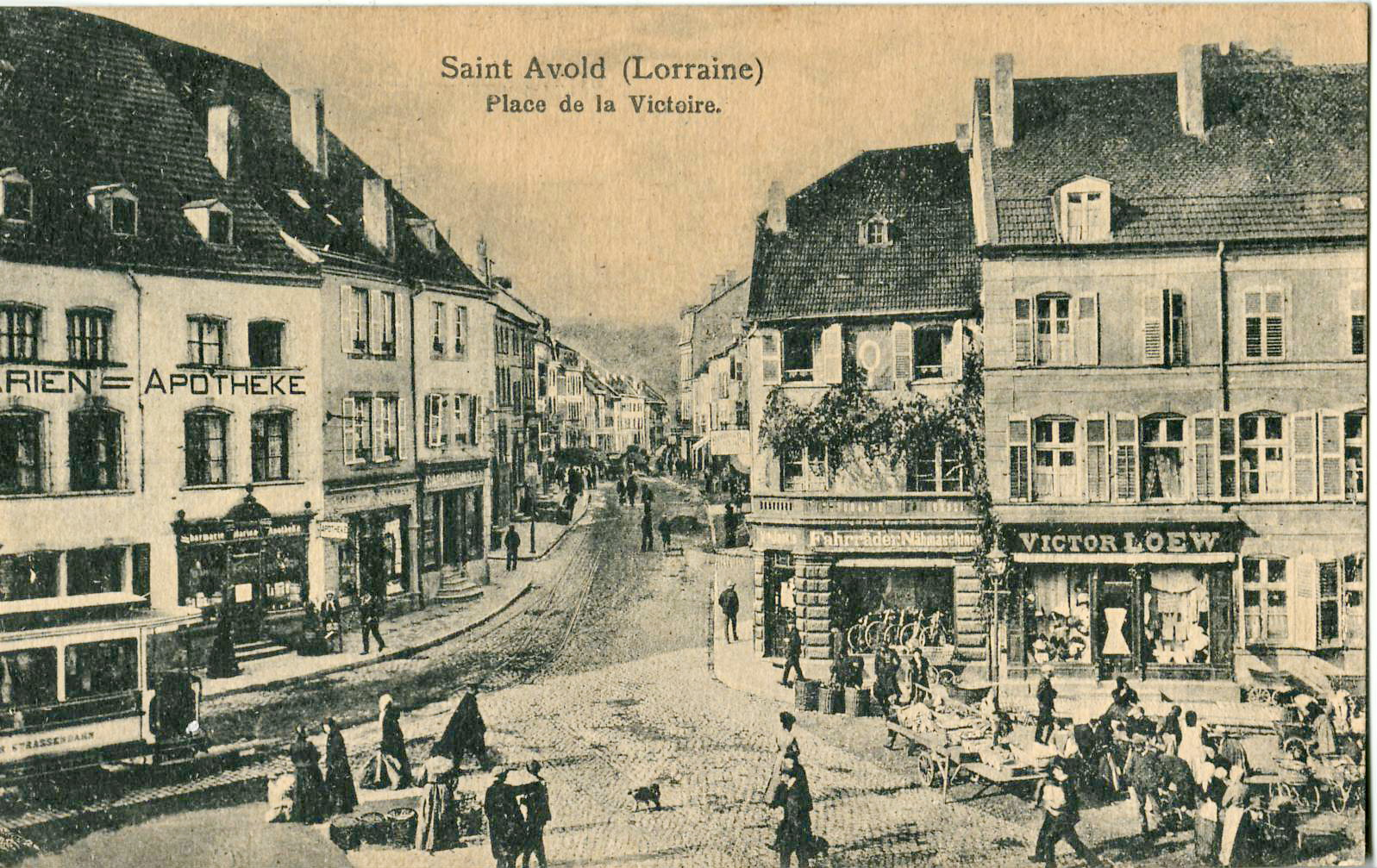
Le tramway (à gauche du cliché), place de la Victoire, vers 1924

Le tramway de Saint-Avold était une ligne de tramway qui reliait la ville lorraine de Saint-Avold (Moselle) à sa gare, située sur la commune voisine de Valmont, sur la ligne de Rémilly à Stiring-Wendel, qui mettait en relation Metz à Saint-Avold et Forbach.
Cette ligne, longue de 2,8 km, fonctionna de 1910 à 1944, avec une interruption de 1939 à 1943.

## Histoire
La ligne fut inaugurée le 5 février 1910.
Durant la Première Guerre mondiale, des tramways sont aménagés en ambulance, pour transporter les blessés de la gare aux hôpitaux de campagne aménagés dans la ville.
Les premières lignes privées d'autobus sont créées en 1931, et, avec les difficultés de la crise de 1929, la fréquentation du tramway baisse à partir de 1931/1932.
L'exploitation du tramway est suspendue le 1er septembre 1939, lors de la déclaration de guerre de la Seconde Guerre mondiale et à l’évacuation de la population vers le département de la Vienne. En 1940, deux autobus remplacent le tramway, à la suite des dommages importants subis pendant la Campagne de France, afin de permettre le déplacements des habitants, revenus à l'automne 1940.
À la demande des autorités allemandes, et en raison de la pénurie de carburant, les tramways de Metz livrent au réseau de Saint-Avold des rails et de câbles afin de reconstruire la voie des tramways sérieusement endommagée par la guerre, ce qui permet à la ligne de fonctionner à nouveau en octobre 1943.
L'exploitation cesse définitivement le 23 septembre 1944, à la suite des destructions intervenues lors de la libération de la ville, et le trafic est repris par des autobus, ancêtres du réseau Transavold.
Le Conseil municipal décide en 1948 de déclasser le réseau, dont les voies sont enlevées en mars 1952.

## Infrastructure
La ligne, à voie métrique, longue de 2,8 km, était électrifiée en courant monophasé à 50 Hz sous 800 V, ou, selon d'autres sources,.5 000 V produit par une centrale thermique proche, et présentait une importante rampe, atteignant 74 ‰. Le tramway de Saint-Avold fut donc la première ligne de chemin de fer française alimentée en courant alternatif à 50 Hz.
La voie unique du tramway avait trois évitements situés à chacun des terminus et à mi-distance, près du dépôt situé rue de la gare, à l'emplacement de l'actuel Lidl de Wenheck.
Les stations et haltes desservies étaient les suivantes :
- Gare de Saint-Avold
- Auberge Kern
- Wenheck
- Caserne des Uhlans
- Place du Marché (Place de la Victoire)[2].

## Exploitation
La ligne, exploitée à l'origine sous régime de droit d'empire allemand par les Sankt-Avolder Strassenbahn, fut mise sous séquestre à la fin de la Première Guerre mondiale, puis exploitée à compter de 1919 sous régie directe par la commune.

### Matériel roulant

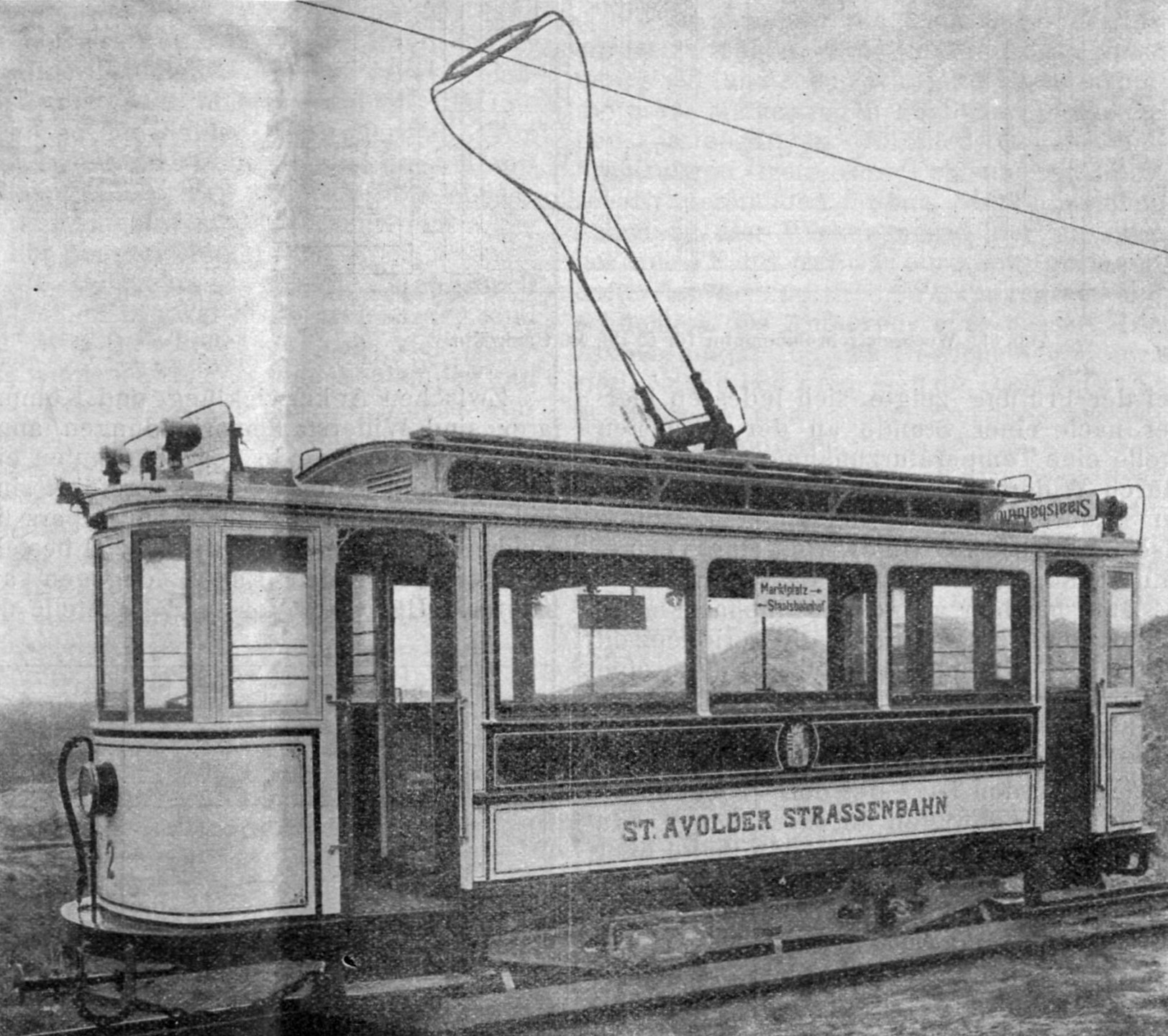
Motrice no 2 du tramway, vers 1911

La ligne était exploitée au moyen de trois motrices fermées et cinq remorques à plates-formes, fournies en 1910 par l'entreprise allemande Maschinenfabrik Augburg-Nümberg,.
Après la fin de l'exploitation, le matériel roulant fut vendu aux Gesellschaft für Straßenbahnen im Saartal, l'exploitant de l'ancien réseau de Sarrebrück (Saarbahn).